# Jessica Gall
Jessica Gall (* 1980 in Berlin) ist eine deutsche Jazzsängerin und Songwriterin.

## Leben und Wirken
Gall erhielt als Tochter eines Musiker-Paares mit sechs Jahren ersten Klavierunterricht durch die Großmutter, die klassische Pianistin war. Es folgen kleine Engagements in den Kintertheatershows des Vaters. 1992 bekommt sie ein Saxophon geschenkt, das sie dann lernt; bei einem  Workshop der RIAS Big Band erkennt Jiggs Whigham ihr Talent. Nach ersten eigenen musikalischen Bandgründungen begann sie 2001 ihr Jazzstudium an der Hochschule für Musik Hanns Eisler Berlin. Zur Finanzierung ihres Studiums war sie als Backgroundsängerin unter anderem für Phil Collins und Sarah Connor tätig.
Nach ihrem Debütalbum Just Like You (2008) mit Coverversionen und einer Babypause folgte das Album Little Big Soul (2010) mit eigenen Liedern, die sie gemeinsam mit Bene Aperdannier und Robert Matt entwickelte. Das dritte Album Riviera (2012) wurde im Folgejahr durch Riviera Live Concert ergänzt. 2017 entstand mit Picture Perfect ihr fünftes Album, mit dem sie einen eigenen Weg zwischen Jazz, Popmusik und dem Singer-Songwriter-Genre findet. Ende Juni 2025 stellte Jessica Gall mit ihrer Band (Robert Matt, Johannes Feige) bei drei Release-Konzerten im Berliner Jazzclub A-Trane ihr Album Essence – The Trio Collection vor.

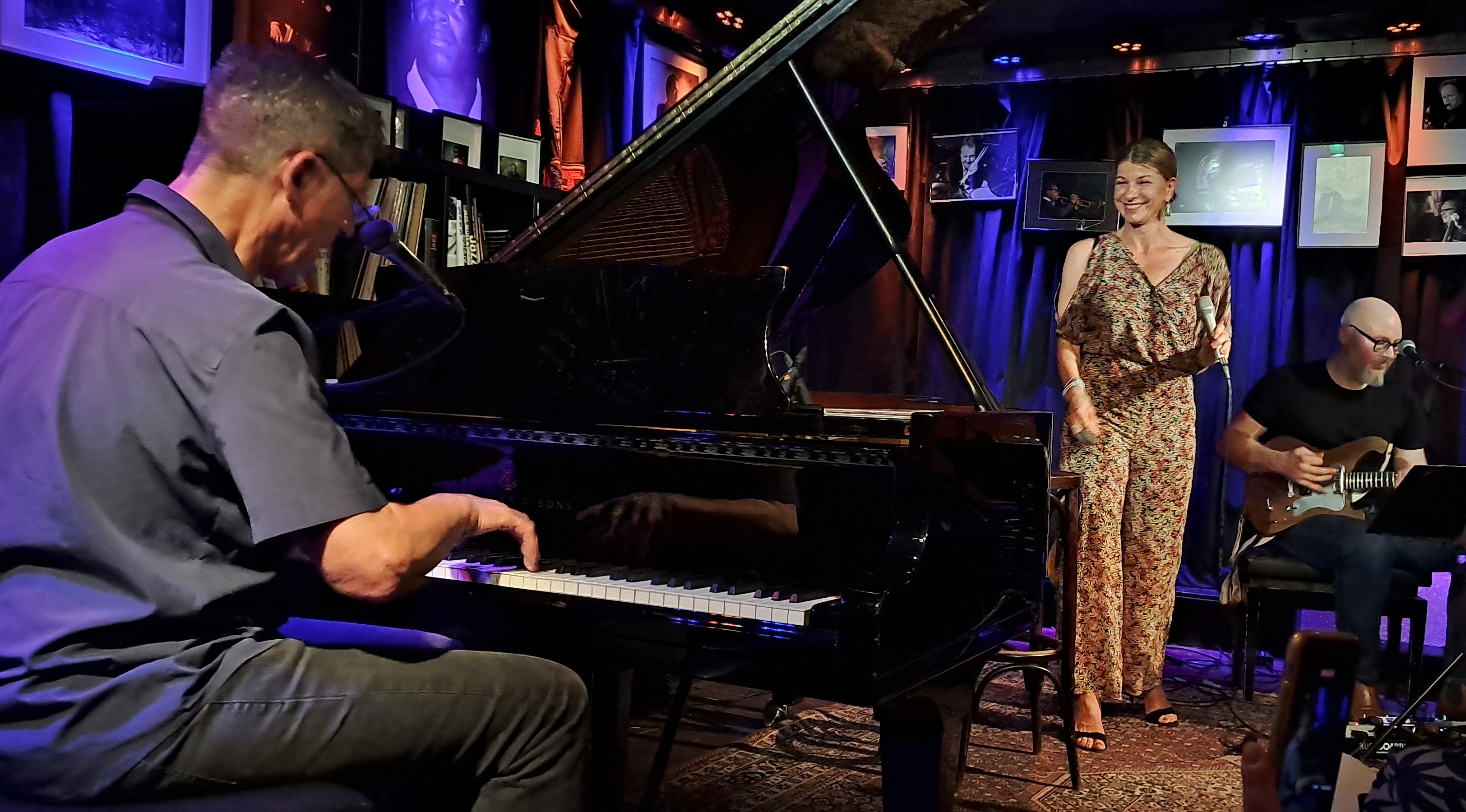
Jessica Gall und Band (28. Juni 2025)